# Sức chứa chỗ ngồi

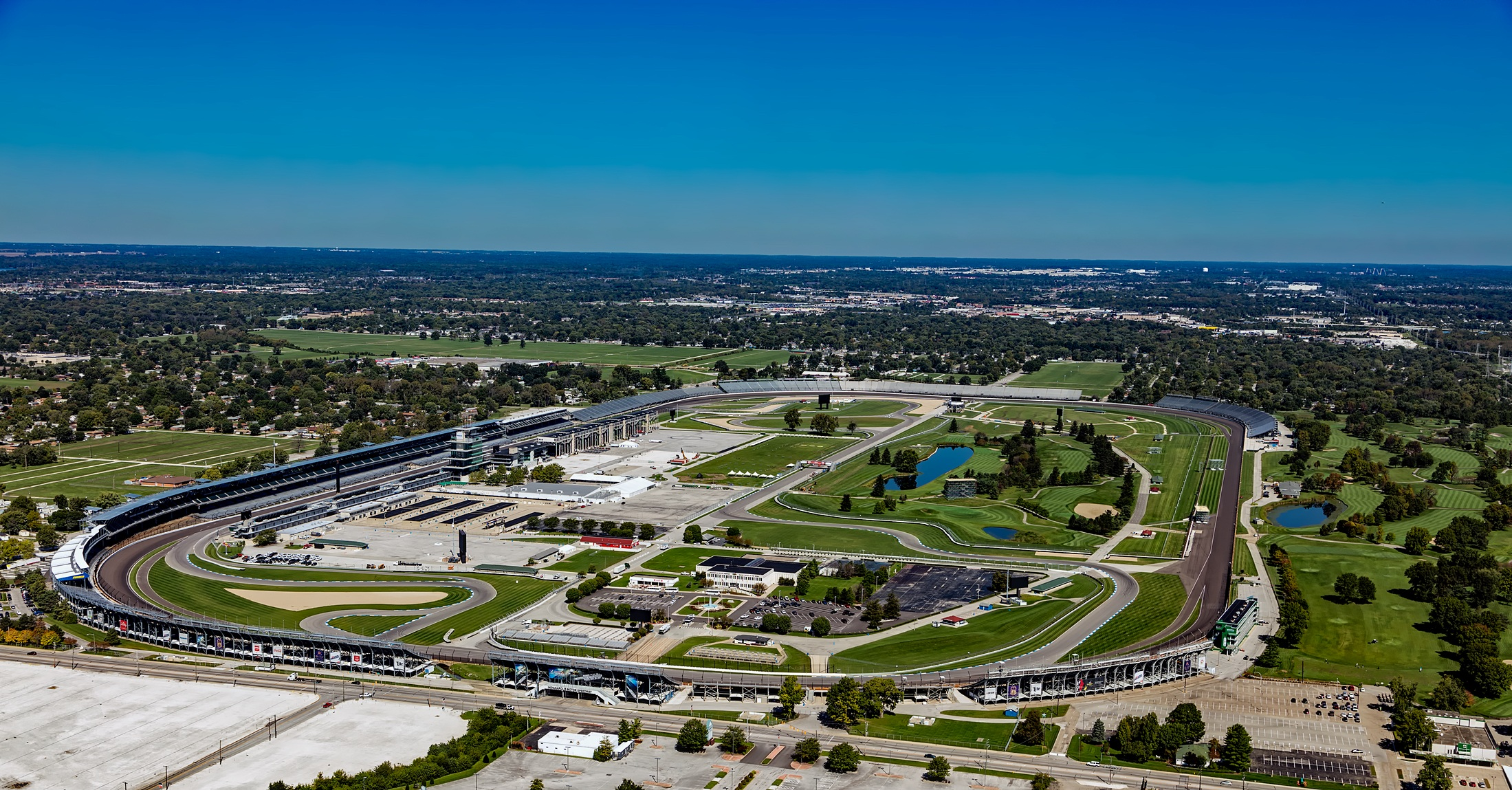
Indianapolis Motor Speedway là sân thể thao có sức chứa chỗ ngồi lớn nhất thế giới.

Sức chứa chỗ ngồi là số lượng người có thể ngồi trong một không gian xác định, được hiểu theo nghĩa không gian vật lý sẵn có, và mức giới hạn được quy định bởi luật. Sức chứa chỗ ngồi có thể được sử dụng để mô tả của bất cứ thứ gì, từ một chiếc ô tô có hai chỗ ngồi đến một sân vận động có sức chứa hàng trăm ngàn người. Sân thể thao lớn nhất thế giới, Indianapolis Motor Speedway, có sức chứa chỗ ngồi ít nhất là hơn 235.000 người và có thể lên đến 400.000.

## Sức chứa hợp pháp và sức chứa tổng cộng
Sức chứa chỗ ngồi khác với sức chứa tổng cộng (hoặc sức chứa công cộng), là số người có thể lấp đầy sân hoặc xe kể cả đứng hoặc ngồi. Trong khi đó sức chứa chỗ ngồi phải tuân theo yêu cầu của các điều luật. Chẳng hạn đối với rạp chiếu phim và các loại khí cụ bay, luật pháp quy định đó là số người được phép vào không được vượt quá số người có thể ngồi.
Thuật ngữ "sức chứa công cộng" cho thấy rằng sân có thể cho phép chứa nhiều người hơn số lượng ghế ngồi. Cần nhắc lại, tổng số người tối đa này có thể liên quan đến không gian có sẵn hoặc giới hạn do pháp luật quy định.